# Anne-Sophie Deval
Pour les articles homonymes, voir Deval.
Anne-Sophie Deval, née le 5 décembre 1989 à Paris et morte le 10 juillet 2006 dans la même ville des suites d'un lymphome, est une actrice française. 
Anne-Sophie Deval a bénéficié d'un don de moelle osseuse de la part de son jeune frère, Jean-Charles Deval, également acteur. La greffe a très bien pris et la guérison semblait venir lorsqu'une complication, une pneumonie, l'a emportée.
Le souvenir d'Anne-Sophie Deval est perpétué par une association qui porte son nom, l'association Anne-Sophie Deval, qui récompense de jeunes talents.

## Filmographie
- 1999 : Parents à mi-temps : Chassés-croisés,  téléfilm de Caroline Huppert
- 2003 : L'Île Atlantique de Gérard Mordillat
- 2005 : Commissaire Cordier - épisode Un crime parfait
- 2005 : Prozac tango de Michaël Souhaité

## Théâtre
(mai 2018).
- Anne dans Le Cavalier Bizard de Georges Hunk. Mise en scène de Natacha Ville.
- Églé dans La Dispute de Marivaux. Mise en scène de Marine Billon.
- Isabelle dans L’Illusion comique.
- Fêtes galante et Romances sans parole de Paul Verlaine.
- Tyltyl dans l'Oiseau bleu de Maeterlinck. Mise en scène de Marine Billon.
- Line Ossante dans Le Procès. Mise en scène d'Isabelle Rochard.
- Jenny dans La Folle École. Mise en scène d'Isabelle Rochard.
- Marie dans Nicolas et l’Horloge maléfique. Mise en scène de François Sautereau.
- Candy dans Enfants de l’art et de l’espoir. Mise en scène d'Isabelle Rochard.
- Annie, comédie musicale à Los Angeles (en anglais). Mise en scène d'Allisa Allen Shyer.

## Le Trophée
(décembre 2020).
Le Trophée Anne-Sophie Deval a pour but de soutenir et accompagner un jeune talent artistique dans ses projets. C'est une reconnaissance du talent comme de la détermination du lauréat. Ce trophée vise à entretenir la mémoire de la jeune actrice Anne-Sophie Deval.
Lauréats
| Année | Lauréat du Trophée jeune talent | Lauréat du Trophée jeune talent |
| ----- | ------------------------------- | ------------------------------- |
| 2010  | Yann Phesans                    | Yann Phesans                    |
| 2011  | Damien Dufour                   | Damien Dufour                   |
| 2012  | Léo Paget                       | Léo Paget                       |
| 2013  | Valentine Kipp                  | Valentine Kipp                  |
| Année | Lauréat du Trophée jeune talent | Lauréat du Trophée espoir       |
| 2014  | Violette Barratier              | Joël Wood                       |
| 2015  | Clara Le Corre                  | Daphné Baiwir                   |
| 2016  | Alexandre Coelo                 | Lou Gala                        |
| 2017  | Luca Malinowski                 | Ambre Rochard                   |
| 2018  | Quentin Demon                   | Isabelle Couloigner             |